# Musée des Moulins

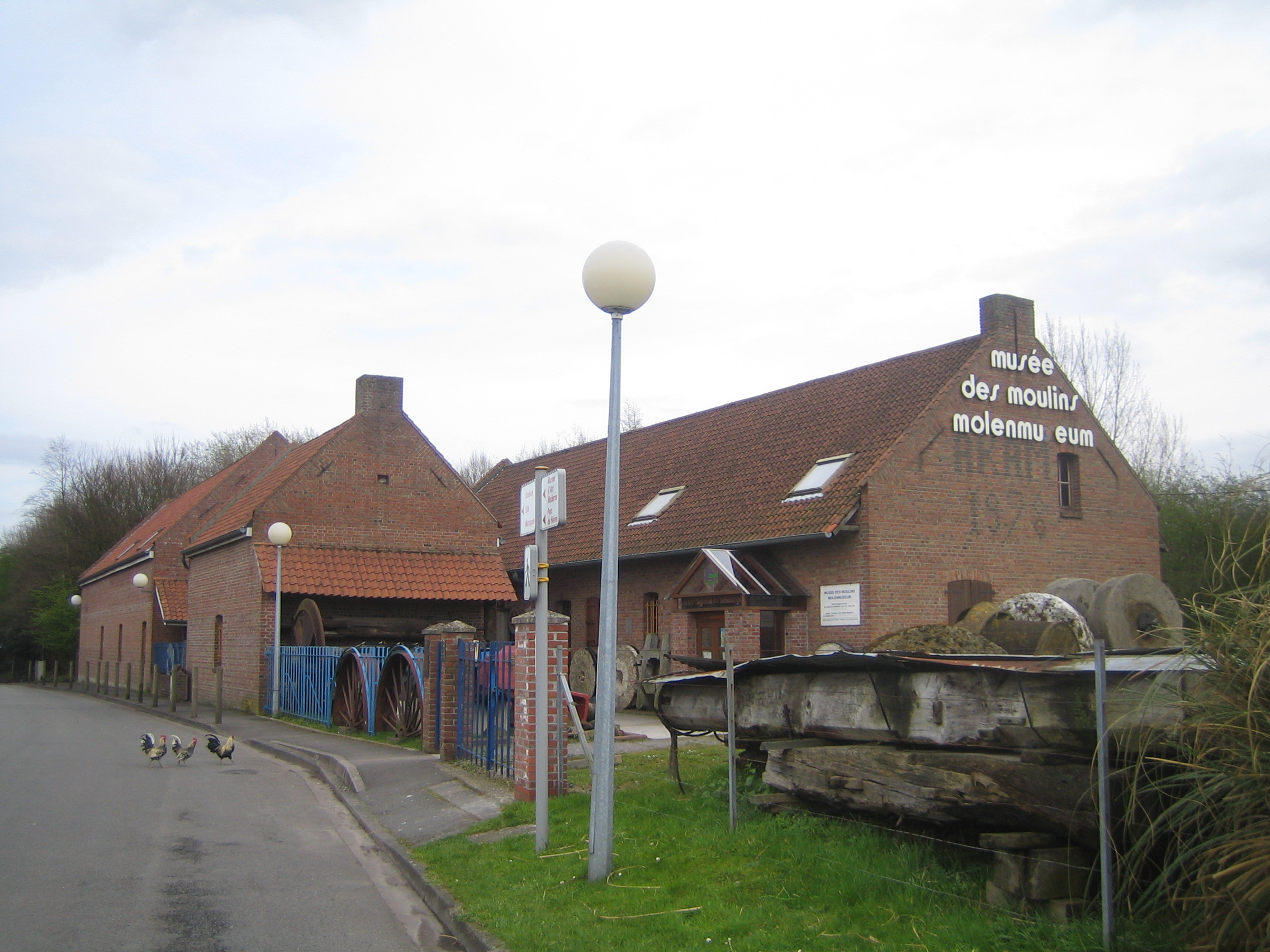
Museumgebouw

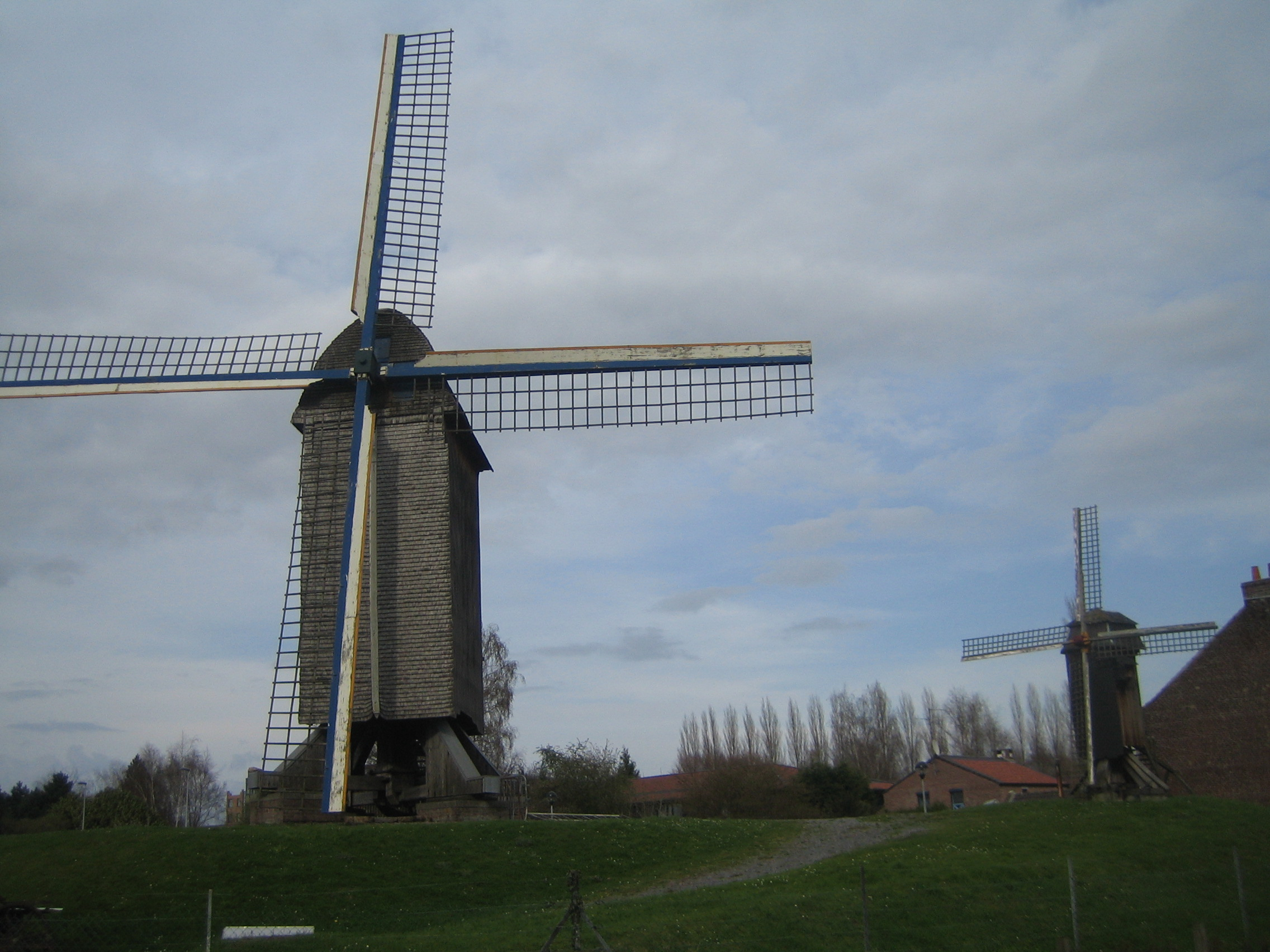
De twee standerdmolens

Het Musée des moulins (Molenmuseum) is een klein openluchtmuseum aan de Rue Albert Samain te Villeneuve-d'Ascq.
Naast een hoofdgebouw, waarin aspecten van het wind- en watermolenbedrijf en van meelproductie aan de orde komen, zijn er in dit museum ook een drietal molens ondergebracht, namelijk: Twee standerdmolens (een oliemolen en een korenmolen) en één watermolen.

## Geschiedenis
Het initiatief tot dit museum werd genomen in 1973.
In 1974 werd de Moulin des Olieux (oliemolen) aangekocht. Van 1977-1984 werd deze molen op het museumterrein herbouwd en bedrijfsklaar gemaakt.
In 1979 werd de Moulin à Farine (korenmolen) aangekocht. Van 1984-1987 werd deze molen op het museumterrein herbouwd en bedrijfsklaar gemaakt.
In 1987 werd de Moulin à Eau (watermolen) geïnstalleerd. De molen stamt uit 1902 en is afkomstig van Vers-sur-Selles Deze molen is echter niet in bedrijf.
In 1992 werd begonnen met de bouw van het museum en in 1995 werd het officieel geopend.